# Corticium quadripartitum
Corticium quadripartitum är en svampdjursart som beskrevs av Topsent 1923. Corticium quadripartitum ingår i släktet Corticium och familjen Plakinidae.
Artens utbredningsområde är havet kring Saint Vincent och Grenadinerna. Inga underarter finns listade i Catalogue of Life.